# Emilio Cianchi
Emilio Cianchi (Firenze, 21 marzo 1833 – Firenze, 24 dicembre 1890) è stato un compositore italiano.

## Biografia
Studio nella città natale con Ignazio Colson ed Ermanno Picchi, dove esordì a poco più di vent'anni con l'oratorio Giuditta, ottenendo un ottimo successo presso il pubblico fiorentino, che continuò con le successive due opere. Le ultime due opere, al contrario, non furono apprezzate, soprattutto il Leone Isauro, che nel 1862 cadde alla Scala di Milano. Cianchi decise così di abbandonare la carriera operistica, limitandosi alla musica sacra. Nel 1873 scrisse una messa da requiem in memoria del re Carlo Alberto che ottenne un successo considerevole. Divenne anche segretario del Reale Istituto musicale e dell'Accademia musicale Fiorentina.

## Composizioni
- Giuditta, tragedia lirica in quattro atti (oratorio), Firenze, Chiesa di San Giovannino degli Scolopi, 26 febbraio 1854 (libretto)
- La gioventù di Salvator Rosa, tragedia lirica, libretto di Giovanni Battista Canovai, Firenze, Teatro Pagliano, 14 giugno 1855
- Il saltimbanco, melodramma, libretto di Giovanni Battista Canovai, Firenze, Teatro Pagliano, 17 gennaio 1856
- Una vendetta, melodramma domestico in un prologo e tre atti, libretto di Giuseppe Pieri, Firenze, Teatro Ferdinando, 10 novembre 1857
- Leone Isauro, melodramma in quattro atti, libretto di Pietro Raffaelli, Torino, Teatro Regio, 25 marzo 1862 (libretto)

Tra le composizioni di musica sacra, oltre alla messa funebre per Carlo Alberto, sono comprese alcune messe (Messa da Requiem, Messa solenne, Messa a cappella, Messa di gloria), La prima comunione (su testi di Alessandro Manzoni), Le sette parole di Cristo.